# Стрега (награда)
Наградата „Стрега“ (на италиански: Premio Strega, букв. Награда „Вещица“) е престижна литературна награда, присъждана ежегодно на художествена книга, написана на италиански език и излязла за първи път между 1 март на предходната година и 28 февруари на текущата година.

## Произход и развитие
Наградата е учредена в Рим през 1947 г. от писателката Мария Белончи и от Гуидо Алберти, собственик на компанията, произвеждаща ликьора „Стрега“, който дава името на наградата и е свързан с историите за магьосничество в Беневенто, датиращи от времето на Класическата древност.
След Втората световна война наградата се превръща в движеща сила за света на италианската култура, съсипана от повече от двадесет години фашистка диктатура и от неотдавнашния военен конфликт. Първият писател, получил наградата през 1947 г., е Енио Флаяно с книгата Tempo di uccidere („Време за убиване“).
Към 2023 г. дванадесет жени са спечелили наградата: първата, през 1957 г., е Елза Моранте, последвана от Наталия Гинзбург, Анна Мария Ортезе, Лала Романо, Фауста Чаленте, Мария Белончи, Мариатереза Ди Леаве, Дача Мараини, Маргарет Мацантини, Мелания Мадзуко, Елена Янечек и Ада Д'Адамо. Към 2023 г. шестдесет и пет мъже са спечелили наградата. Разпределението по пол на финалистите и носителите на наградата предизвиква полемика и анализ на трудността при утвърждаването на жените писателки.
Писателят Паоло Волпони е първият, спечелил наградата повече от веднъж: през 1965 г. с La macchina mondiale и през 1991 г. с La strada per Roma. През 2020 г. писателят Сандро Веронези също печели наградата за втори път с Il colibrì, след първия път през 2006 г. с Caos calmo.
Някои от произведенията, наградени със „Стрега“, стават крайъгълен камък на съвременната литература: от „Името на розата“ от Умберто Еко, продала 50 млн. копия по целия свят благодарение на превода на десетки езици, до „Гепардът“ от Джузепе Томази ди Лампедуза, класика на италианската литература.
До изданието през 2021 г. наградата се присъжда всяка година на един писател, тъй като никога не е имало равни условия при окончателното изчисляване на гласовете. През 2006 г. обаче, наред с Caos Calmo на Сандро Веронези, Конституцията на Италианската република също получава почетна награда „Стрега“, извън класическата конкуренция: тя е получена от почетния президент на републиката Оскар Луиджи Скалфаро.

## Начини за награждаване
Механизмът на награждаването предвижда изборът на победителя да бъде поверен на група от четиристотин културни дейци, включително бивши победители. Тези, които съставят журито, и днес се наричат „Неделни приятели“ по деня, избран за първите им срещи. Всеки от тях може да посочи, със съгласието на автора, произведение, което счита за достойно за участие в наградата, с кратко критично мнение.
Понастоящем е разрешено участие на максимален брой от 12 творби. При наличие на по-голям брой предложени произведения Управителният комитет избира дванадесетте допуснати до участие с решение, което не подлежи на обжалване. Допълнителна селекция (обикновено през месец юни) определя петте произведения финалисти, въпреки че в осем издания (1953, 1960, 1961, 1963, 1979, 1986, 1999 и 2020 г.) е необходимо да се добави шеста работа към групата от финалисти, тъй като регламентът изисква да има поне една книга, издадена от средно или малко издателство, докато през 2022 г. за първи път в историята на наградата има седем финалисти във втория кръг, с двама поделили си петото място и роман, издаден от средно или малко издателство.
Окончателното гласуване, което провъзгласява печелившата творба, проведено с окончателното гласуване на Неделните приятели и излъчено на живо по телевизията от Rai, традиционно се провежда в първия четвъртък на юли в нимфеума на Националния етруски музей на Вила Джулия в Рим. Единственото изключение е през 2016 г., по повод 70-ото издание на наградата, когато церемонията по награждаването се състои в първия петък на юли (8 юли 2016 г.) в Аудиториум „Парк на музиката“, също в Рим.
Определянето на победителя понякога предизвиква спорове в света на културата и издателствата, подхранвайки вниманието на общественото мнение към наградата.

## Лауреати
По-долу са всички книги, участващи във финала на наградата, и книгите победителки.
| Издание | Година | Победител                   | Творба                                             | Други финалисти |
| ------- | ------ | --------------------------- | -------------------------------------------------- | --- |
| I       | 1947   | Енио Флаяно                 | Tempo di uccidere                                  | Либеро Биджарети, Il villino Джана Манцини, Forte come un leone Джузепе Берто, Il cielo è rosso Корадо Алваро, L'età breve                                                                                       |
| II      | 1948   | Винченцо Кардарели          | Villa Tarantola                                    | Анна Банти, Artemisia Джино Де Санктис, Viaggio di ritorno Чезаре Павезе, Il compagno Джузепе Берто, Le opere di Dio                                                                                             |
| III     | 1949   | Джовани Батиста Анджолети   | La memoria                                         | Чезаре Павезе, Prima che il gallo canti Микеле Приско, La provincia addormentata Камило Збарбаро, Trucioli Джузепе Раймонди, Giuseppe in Italia                                                                  |
| IV      | 1950   | Чезаре Павезе               | La bella estate                                    | Флора Волпини, La fiorentina Никола Лизи, La nuova Tebaide Кончето Маркези, Il libro di Tersite Курцио Малапарте, La pelle                                                                                       |
| V       | 1951   | Корадо Алваро               | Quasi una vita                                     | Марио Солдати, A cena col commendatore Карло Леви, L'orologio Алберто Моравия, Il conformista Доменико Реа, Gesù, fate luce                                                                                      |
| VI      | 1952   | Алберто Моравия             | I racconti                                         | Карло Емилио Гада, Il primo libro delle favole Паоло Монели, Morte del diplomatico Ерколе Пати, Il punto debole Итало Калвино, Il visconte dimezzato                                                             |
| VII     | 1953   | Масимо Бонтемпели           | L'amante fedele                                    | Джана Манцини, Animali sacri e profani Карло Емилио Гада, Novelle dal ducato in fiamme Марио Тобино, Le libere donne di Magliano Карло Бернари, Vesuvio e pane Джорджо Басани, La passeggiata prima di cena      |
| VIII    | 1954   | Марио Солдати               | Le lettere da Capri                                | Ерколе Пати, Giovannino Карло Касола, Il taglio del bosco Дино Будзати, Il crollo della Baliverna Родолфо де Матеи, Labirinto romano                                                                             |
| IX      | 1955   | Джовани Комисо              | Un gatto attraversa la strada                      | Дарио Чеки, Tiziano Джузепе Деси, I passeri Пиер Паоло Пазолини, Ragazzi di vita Ливия Де Стефани, Gli affatturati                                                                                               |
| X       | 1956   | Джорджо Басани              | Cinque storie ferraresi                            | Гулиелмо Петрони, Noi dobbiamo parlare Карло Леви, Le parole sono pietre Ерколе Пати, Un amore a Roma Данте Троизи, Diario di un giudice                                                                         |
| XI      | 1957   | Елза Моранте                | L'isola di Arturo                                  | Орио Вергани, Udienza a porte chiuse Артуро Лория, Settanta favole Джино Монтесанто, Cielo chiuso Карло Лауренци, Due anni a Roma                                                                                |
| XII     | 1958   | Дино Будзати                | Sessanta racconti                                  | Карло Касола, Il soldato Томазо Ландолфи, Ottavio di Saint Vincent Джан Антонио Чибото, La coda del parroco Алдо Камерино, Il salotto giallo                                                                     |
| XIII    | 1959   | Джузепе Томази ди Лампедуза | Il Gattopardo                                      | Марио Прац, La casa della vita Пиер Паоло Пазолини, Una vita violenta Масимо Франчоза, La finta sorella Аугусто Фрасинети, Misteri dei Ministeri ed altri misteri                                                |
| XIV     | 1960   | Карло Касола                | La ragazza di Bube                                 | Итало Калвино, Il cavaliere inesistente Лаудомия Бонани, L'imputata Джовани Арпино, La suora giovane Марио Пики, Roma di giorno Лаура Ди Фалко, Una donna disponibile                                            |
| XV      | 1961   | Рафаеле Ла Каприя           | Ferito a morte                                     | Джовани Арпино, Un delitto d'onore Фауста Чаленте, Ballata levantina Наталия Гинзбург, Le voci della sera Аугусто Фрасинети, L'unghia dell'asino Фабио Томбари, L'incontro                                       |
| XVI     | 1962   | Марио Тобино                | Il clandestino                                     | Микеле Приско, La dama di piazza Анна Банти, Le mosche d'oro Джузепе Касиери, Il calcinaccio Лучо Мастронарди, Il maestro di Vigevano                                                                            |
| XVII    | 1963   | Наталия Гинзбург            | Lessico famigliare                                 | Томазо Ландолфи, Rien va Примо Леви, La tregua Ренцо Росо, La dura spina Бепе Фенольо, Un giorno di fuoco Джорджо Савиане, Il papa                                                                               |
| XVIII   | 1964   | Джовани Арпино              | L'ombra delle colline                              | Карло Бернари, Era l'anno del sole quieto Алберто Бевилакуа, La califfa Ариго Бенедети, Il passo dei Longobardi Аугусто Фрасинети, Un capitano a riposo                                                          |
| XIX     | 1965   | Паоло Волпони               | La macchina mondiale                               | Манлио Канкони, La linea del Tomori Джузепе Касиери, Le trombe Джан Антонио Чибото, La vaca mora Гофредо Паризе, Il padrone                                                                                      |
| XX      | 1966   | Микеле Приско               | Una spirale di nebbia                              | Итало Калвино, Le cosmicomiche Алесандро Бонсанти, La nuova stazione di Firenze Фауста Чаленте, Un inverno freddissimo Масимо Гриланди, La casa di Faenza                                                        |
| XXI     | 1967   | Анна Мария Ортезе           | Poveri e semplici                                  | Рафаело Бринети, Il gabbiano azzurro Сандро Де Фео, I cattivi pensieri Ерколе Пати, Un bellissimo novembre Ренато Гиото, Scacco alla regina                                                                      |
| XXII    | 1968   | Алберто Бевилакуа           | L'occhio del gatto                                 | Джулио Катанео, L'uomo delle novità Брунело Вандано, Addio alla grandezza Чезаре Дзаватини, Straparole Пиер Паоло Пазолини, Teorema                                                                              |
| XXIII   | 1969   | Лала Романо                 | Le parole tra noi leggere                          | Фулвио Томица, L'albero dei sogni Данте Троизи, Voci di Vallea Джорджо Киезура, La zona immobile e altre storie Чезаре Гарболи, La stanza separata                                                               |
| XXIV    | 1970   | Гуидо Пиовене               | Le stelle fredde                                   | Карло Емилио Гада, La meccanica Карло Кастеланета, La dolce compagna Нело Сайто, Dentro e fuori Костанцо Костантини, Ho tentato di vivere                                                                        |
| XXV     | 1971   | Рафаело Бринети             | La spiaggia d'oro                                  | Карло Касола, Paura e tristezza Джузепе Д'Агата, Primo il corpo Серджо Фереро, Il giuoco sul ponte Алдо Росели, Professione: mitomane                                                                            |
| XXVI    | 1972   | Джузепе Деси                | Paese d'ombre                                      | Отиеро Отиери, Il campo di concentrazione Гулиелмо Бираги, Lo sguardo nel buio Карло Кастеланета, La paloma Франческа Санвитале, Il cuore borghese                                                               |
| XXVII   | 1973   | Манлио Кангони              | Allegri, gioventù                                  | Пиеро Киара, Il pretore di Cuvio Енцо Сичилиано, Rosa pazza (e disperata) Гуидо Черонети, Aquilegia Карла Черати, Un amore fraterno                                                                              |
| XXVIII  | 1974   | Гулиело Петрони             | La morte del fiume                                 | Акиле Кампаниле, Gli asparagi e l'immortalità dell'anima Луиджи Компаньоне, Ballata e morte di un capitano del popolo Едит Брук, Due stanze vuote Розета Лой, La bicicletta                                      |
| XXIX    | 1975   | Томазо Ландолфи             | A caso                                             | Ералдо Миша, Il gran custode delle terre grasse Лаудомия Бонани, Vietato ai minori Витория Ронше, Figlioli miei, marxisti immaginari Бриана Карафа, La vita involontaria                                         |
| XXX     | 1976   | Фауста Чаленте              | Le quattro ragazze Wieselberger                    | Отиеро Отиери, Contessa Лаура Ди Фалко, L'inferriata Виторио Горезио, Costellazione Cancro Джорджо Монтефоски, Il museo africano                                                                                 |
| XXXI    | 1977   | Фулвио Томица               | La miglior vita                                    | Карло Згорлон, Gli dei torneranno Марио Лунета, I ratti d'Europa Тони Мараини, Anno 1424 Бруно Модуньо, Re di macchia                                                                                            |
| XXXII   | 1978   | Фердинандо Камон            | Un altare per la madre                             | Кармело Самона, Fratelli Алберто Виджевани, Fata Morgana Джорджо Монтефоски, L'amore borghese Джузепе Бонура, Per partito preso                                                                                  |
| XXXIII  | 1979   | Примо Леви                  | La chiave a stella                                 | Феручо Уливи, Le mani pure Лаудомия Бонани, Il bambino di pietra Карло Згорлон, La carrozza di rame Луиджи Пичоли, Sveva Станислао Ниево, Aurora                                                                 |
| XXXIV   | 1980   | Виторио Горезио             | La vita ingenua                                    | Ренцо Росо, Il segno del toro Франческа Санвитале, Madre e figlia Нерино Роси, Melanzio Росана Омбрес, Serenata                                                                                                  |
| XXXV    | 1981   | Умберто Еко                 | Името на розата                                    | Гуидо Артом, I giorni del mondo Виторио Салтини, Il primo libro di Li Po Енцо Сичилиано, La principessa e l'antiquario Джезуалдо Буфалино, Diceria dell'untore                                                   |
| XXXVI   | 1982   | Гофредо Паризе              | Sillabario n. 2                                    | Андреа Де Карло, Uccelli da gabbia e da voliera Карло Кочоли, La casa di Tacubaya Розета Лой, L'estate di Letuqué Аннализа Монкада, L'anno venturo al di là del mare                                             |
| XXXVII  | 1983   | Марио Помилио               | Il Natale del 1833                                 | Джузепе Понтиджа, Il raggio d'ombra Джан Пиеро Бона, Passeggiata con il diavolo Давиде Лайоло, Il merlo di campagna e il merlo di città Изабела Боси Федриготи, Casa di guerra                                   |
| XXXVIII | 1984   | Пиетро Читати               | Tolstoj                                            | Франческа Санвитале, L'uomo del parco Фаусто Джанфрачески, Giorgio Vinci psicologo Алдо Росели, La famiglia Rosselli Франческа Дуранти, La casa sul lago della luna                                              |
| XXXIX   | 1985   | Карло Згорлон               | L'armata dei fiumi perduti                         | Доменико Налдини, Vita di Giovanni Comisso Джулиана Берлингуер, Una per sei Феручо Парацоли, Il giardino delle rose Джовани Гильоци, Francesco e la povera dama                                                  |
| XL      | 1986   | Мария Белончи               | Rinascimento privato                               | Масимо Д'Авак, Si sa dov'è il cuore Франческо Гризи, A futura memoria Марта Морацони, La ragazza col turbante Джузепе Бонавири, È un rosseggiar di peschi e d'albicocchi Роберто Паци, La principessa e il drago |
| XLI     | 1987   | Станислао Ниево             | Le isole del paradiso                              | Клаудио Магрис, Danubio Ренато Миноре, Leopardi Нантас Салваладжо, Fuga da Venezia Луиджи Малерба, Il pianeta azzurro                                                                                            |
| XLII    | 1988   | Джезуалдо Буфалино          | Le menzogne della notte                            | Джулиана Берлингуер, Il braccio d'argento Джорджо Монтефоски, Lo sguardo del cacciatore Брунело Вандано, Donna con cerchio e spada Карло Бернари, Il grande letto                                                |
| XLIII   | 1989   | Джузепе Понтиджа            | La grande sera                                     | Роберто Каласо, Le nozze di Cadmo e Armonia Клара Серени, Manicomio primavera Джузепе Антонели, Lucullo Марио Лунета, Puzzle d'autunno                                                                           |
| XLIV    | 1990   | Себастиано Васали           | La chimera                                         | Грицко Машони, La notte di Apollo Франко Куомо, Gunther d'Amalfi, cavaliere templare Виторио Гасман, Memorie del sottoscala Джампаоло Ругарли, Andromeda e la notte                                              |
| XLV     | 1991   | Паоло Волпони               | La strada per Roma                                 | Джина Лагорио, Tra le mura stellate Анджела Бианкини, Capo d'Europa Антонио Дебенедети, Se la vita non è vita Енрико Морович, Piccoli amanti                                                                     |
| XLVI    | 1992   | Винченцо Консоло            | Nottetempo, casa per casa                          | Марчело Вентуроли, Io, Saffo Салваторе Мануцу, La figlia perduta Витория Ронше, 1944 Карла Черати, La perdita di Diego                                                                                           |
| XLVII   | 1993   | Доменико Реа                | Ninfa plebea                                       | Дача Мараини, Bagheria Клара Серени, Il gioco dei regni Росана Омбрес, Un dio coperto di rose Емилио Тадини, La tempesta                                                                                         |
| XLVIII  | 1994   | Джорджо Монтефоски          | La casa del padre                                  | Франческа Санвитале, Il figlio dell'Impero Марчело Вентуроли, La stella di Giuditta Грация Ливи, Vincoli segreti Мария Луиза Агир Д'Амико, L'altalena                                                            |
| XLIX    | 1995   | Маритереза Ди Лаша          | Passaggio in ombra                                 | Луиджи Малерба, Le maschere Лука Канали, Nei pleniluni sereni Елизабета Рази, Ritratti di signora Мариза Волпи, Congedi                                                                                          |
| L       | 1996   | Алесандро Барберо           | Bella vita e guerre altrui di Mr. Pyle, gentiluomo | Антонио Спиноза, Piccoli sguardi Сандро Веронези, Live Мелания Мадзуко, Il bacio della Medusa Джулио Моци, La felicità terrena                                                                                   |
| LI      | 1997   | Клаудио Магрис              | Microcosmi                                         | Рафаеле Крови, L'indagine di via Rapallo Ералдо Афинати, Campo del sangue Франко Куомо, Il codice Macbeth Иполита Авали, La Dea dei baci                                                                         |
| LII     | 1998   | Енцо Сичилиано              | I bei momenti                                      | Мелания Мадзуко, La camera di Baltus Рафаеле Нигро, Adriatico Романа Петри, Alle Case Venie Лудовика Рипа ди Меана, Marzio e Marta                                                                               |
| LIII    | 1999   | Дача Мараини                | Buio                                               | Джузепе Монтесанто, Nel corpo di Napoli Корадо Калабро, Ricorda di dimenticarla Лутер Блисет, Q Никола Лека, Concerti senza orchestra Роберто Паци, La città volante                                             |
| LIV     | 2000   | Ернесто Фереро              | N.                                                 | Фоско Мараини, Case, amori, universi Лука Донинели, La nuova era Андреа Канобио, Indivisibili Рената Пизу, La via della Cina                                                                                     |
| LV      | 2001   | Доменико Старноне           | Via Gemito                                         | Винченцо Черами, Fantasmi Антонио Дебенедети, Un giovedì dopo le cinque Данило Донати, Coprifuoco Паола Мастрокола, Palline di pane                                                                              |
| LVI     | 2002   | Маргарет Мацантини          | Чуй ме                                             | Ермано Реа, La dismissione Серджо Дживоне, Nel nome di un dio barbaro Алесандра Лаванино, Le bibliotecarie di Alessandria Чезаре де Сета, Terremoti                                                              |
| LVII    | 2003   | Мелания Мадзуко             | Vita                                               | Роберто Алаймо, Cuore di madre Франко Матеучи, Il visionario Сандра Петриняни, La scrittrice abita qui Пиетро Спирито, Speravamo di più                                                                          |
| LVIII   | 2004   | Уго Рикарели                | Il dolore perfetto                                 | Елена Льовентал, Attese Франческо Пиколо, Allegro occidentale Мария Роза Кутруфели, La donna che visse per un sogno Марко Фабио Аполони, Il mistero della Locanda Serny                                          |
| LIX     | 2005   | Маурицио Маджани            | Il viaggiatore notturno                            | Едоардо Нези, L'età dell'oro Джузепе Конте, La casa delle onde Маурицио Куки, Il male è nelle cose Валерия Парела, Per grazia ricevuta                                                                           |
| LX      | 2006   | Сандро Веронези             | Caos calmo                                         | Росана Росанда, La ragazza del secolo scorso Масимилиано Палмезе, L'amante proibita Пиетро Гроси, Pugni Серджо Де Санктис, Cronache dalla città dei crolli                                                       |
| LXI     | 2007   | Николо Аманити              | Come Dio comanda                                   | Марио Фортунато, I giorni innocenti della guerra Франко Матеучи, Il profumo della neve Лаура Бозио, Le stagioni dell'acqua Милена Агус, Mal di pietre                                                            |
| LXII    | 2008   | Паоло Джордано              | Самотата на простите числа                         | Ермано Реа, Napoli ferrovia Кристина Коменчини, L'illusione del bene Диего Де Силва, Non avevo capito niente Лидия Равера, Le seduzioni dell'inverno                                                             |
| LXIII   | 2009   | Тициано Скарпа              | Stabat Mater                                       | Антонио Скурати, Il bambino che sognava la fine del mondo Масимо Лули, L'istinto del lupo Чезарина Виги, L'ultima estate Андреа Витали, Almeno il cappello                                                       |
| LXIV    | 2010   | Антонио Пенаки              | Canale Mussolini                                   | Силвия Авалоне, Acciaio Паоло Сорентино, Hanno tutti ragione Матео Нучи, Sono comuni le cose degli amici Лоренцо Паволини, Accanto alla tigre                                                                    |
| LXV     | 2011   | Едоардо Нези                | Storia della mia gente                             | Марияпия Верадиано, La vita accanto Бруно Арпая, L'energia del vuoto Марио Дезиати, Ternitti Лучана Кастелина, La scoperta del mondo                                                                             |
| LXVI    | 2012   | Алесандро Пиперно           | Inseparabili: il fuoco amico dei ricordi           | Емануеле Треви, Qualcosa di scritto Джанрико Карофильо, Il silenzio dell'onda Марчело Фоа, Nel tempo di mezzo Лоренца Гинели, La colpa                                                                           |
| LXVII   | 2013   | Валтер Сити                 | Resistere non serve a niente                       | Алесандро Перисиното, Le colpe dei padri Паоло Ди Паоло, Mandami tanta vita Романа Петри, Figli dello stesso padre Симона Спарако, Nessuno sa di noi                                                             |
| LXVIII  | 2014   | Франческо Пиколо            | Il desiderio di essere come tutti                  | Антонио Скурати, Il padre infedele Франческо Пекораро, La vita in tempo di pace Джузепе Катоцела, Non dirmi che hai paura Антонела Чиленто, Lisario o il piacere infinito delle donne                            |
| LXIX    | 2015   | Никола Ладжоя               | La ferocia                                         | Мауро Ковачич, La sposa Елена Феранте, Storia della bambina perduta Фабио Дженовези, Chi manda le onde Марко Сантагата, Come donna innamorata                                                                    |
| LXX     | 2016   | Едоардо Албинати            | La scuola cattolica                                | Ералдо Афинати, L'uomo del futuro Виторио Сермонти, Se avessero Джордано Меачи, Il cinghiale che uccise Liberty Valance Елена Станканели, La femmina nuda                                                        |
| LXXI    | 2017   | Паоло Конети                | Le otto montagne                                   | Тереза Чабати, La più amata Ванда Мараско, La compagnia delle anime finte Матео Нучи, È giusto obbedire alla notte Алберто Роло, Un'educazione milanese                                                          |
| LXXII   | 2018   | Елена Янечек                | La ragazza con la Leica                            | Марко Балцано, Resto qui Сандра Петриняни, La corsara. Ritratto di Natalia Ginzburg Карло Д'Амичис, Il gioco Лия Леви, Questa sera è già domani                                                                  |
| LXXIII  | 2019   | Антонио Скурати             | M. Il figlio del secolo                            | Бенедета Чибрарио, Il rumore del mondo Марко Мисироли, Fedeltà Клаудия Дурастанти, La straniera Надя Теранова, Addio fantasmi                                                                                    |
| LXXIV   | 2020   | Сандро Веронези             | Il colibrì                                         | Джанрико Карофильо, La misura del tempo Валерия Парела, Almarina Джан Артуро Ферари, Ragazzo italiano Даниеле Менкарели, Tutto chiede salvezza Джонатан Баци, Febbre                                             |
| LXXV    | 2021   | Емануеле Треви              | Due vite                                           | Донатела Ди Пиетрантонио, Borgo Sud Едит Брук, Il pane perduto Джулия Каминито, L'acqua del lago non è mai dolce Андреа Баяни, Il libro delle case                                                               |
| LXXVI   | 2022   | Марио Дезиати               | Spatriati                                          | Марко Америги, Randagi Фабио Бака, Nova Алесандра Карати, E poi saremo salvi Вероника Галета, Nina sull’argine Клаудио Пиерсанти, Quel maledetto Vronskij Вероника Раймо, Niente di vero                         |
| LXXVII  | 2023   | Ада Д'Адамо                 | Come d'aria                                        | Розела Посторино, Mi limitavo ad amare te Мария Грация Каландроне, Dove non mi hai portata Андреа Канобио, La traversata notturna Романа Петри, Rubare la notte                                                  |

## Европейска награда „Стрега“
През 2014 г., по време на семестъра на италианското председателство на Съвета на Европейския съюз, се ражда Европейската награда „Стрега“ благодарение на сътрудничеството между Фондация „Белончи“, Дома на литературите, Международния литературен фестивал в Рим и Представителството в Италия на Европейската комисия. Наградата се присъжда ежегодно, за да популяризира най-оригиналните и задълбочени гласове в съвременната литература на европейски автор, спечелил съответната национална награда в страната, в която е публикуван. Победителят, надделял над петима финалисти, получава сумата от 3000 евро, а преводачът на произведението – 1500 евро.

### Лауреати
- 2014: Маркос Хиралт Торенте: Il tempo della vita, превод от Пиерпаоло Маркети
- 2015: Катя Петровская: Forse Esther, превод на Ада Виляни
- 2016: Ани Ерно, Gli anni, превод от Лоренцо Флаби
- 2017: Джени Ерпенбек: Voci del verbo andare, превод от Ада Виляни
- 2018: Фернандо Арамбуру: Patria, превод от Бруно Арпая
- 2019: Давид Диоп: Fratelli d'anima, превод от Джовани Больоло
- 2020: Юдит Шалански: Inventario di alcune cose perdute, превод от Флавия Пантанела[17]
- 2021: Георги Господинов: Cronorifugio, превод от Джузепе Дел'Агата[18]
- 2022: Амели Нотомб: Primo sangue, превод от Федерика Ди Лела; заедно с Михаил Павлович Шишкин: Punto di fuga, превод от Емануела Бонакорси[19]
- 2023: Еманюел Карер: V13, превод от Франческо Бергамаско[20]

## Награда „Стрега Джовани“
Родена е през 2014 г. и е определена от жури от над петстотин деца от гимназиални училища, разпределени в Италия и чужбина, за една от дванадесетте книги, номинирани за наградата „Стрега“.

### Лауреати
- 2014: Джузепе Катоцела: Non dirmi che hai paura
- 2015: Фабио Дженовези: Chi manda le onde
- 2016: Росана Кампо: Dove troverete un altro padre come il mio
- 2017: Паоло Конети: Le otto montagne
- 2018: Лия Леви: Questa sera è già domani)
- 2019: Марко Мисироли: Fedeltà
- 2020: Даниеле Менкарели: Tutto chiede salvezza
- 2021: Едит Брук: Il pane perduto
- 2022: Вероника Раймо: Niente di vero[21]
- 2023: Ада Д'Адамо: Come d'aria[22]

## Награда „Стрега Рагаце е Рагаци“
От 2016 г. наградата „Стрега Рагаце е Рагаци“ (момичета и момчета) се присъжда на детски художествени книги, издадени в Италия, включително в превод. Разделена е на 3 категории, еквивалентни на възрастови групи: +6, +8 и +11 г. Два други раздела също са награждавани: „Новодошли“ и „Разказ чрез изображения“.

### Лауреати
- 2016:
  - +6 – Сузана Тамаро: Salta, Bart!
  - +11 – Киара Карминати: Fuori fuoco

- 2017:
  - +6 – Давид Чиричи: Muschio
  - +11 – Луиджи Гарландо: L’estate che conobbi il Che

- 2018:
  - +6 – Луис Пратс Мартинес: Hachiko. Il cane che aspettava
  - +11 – Паола Дзанонер: L’ultimo faro

- 2019:
  - +6 – Лука Донинели: Tre casi per l’investigatore Wickson Alieni
  - +11 – Гуидо Згардоли: The Stone. La settima pietra

- 2020:
  - +6 – Марта Палацези: Nebbia
  - +11 – Линда Мулали Хънт: Una per i Murphy

- 2021:
  - +6 – Алекс Кусо: Murdo. Il libro dei sogni impossibili
  - +8 – Алесандро Барбаля: Scacco matto tra le stelle
  - +11 – Давиде Морозиното: La più grande
  - Дебют – Анет Шаап: Lucilla

- 2022:[23]
  - +6 – Лиза Лундмарк: Jenny lo squalo
  - +8 – Надя Теранова и Мара Чери: Il segreto
  - +11 – Франческо Д'Адамо: Giuditta e l’orecchio del diavolo
  - Дебют – Антония Мурго: Miss Dicembre e il Clan di Luna
  - Разказ чрез образи – Питър Ван ден Енде: Il viaggio

- 2023:[24]
  - +6 – Матю Кордел: Ugo e Poppy. Così diversi, così amici!
  - +8 – Инес Гарлан: Lilo
  - +11 – Дан Гемайнхарт: L'imprevedibile viaggio di Coyote Sunrise

## Награда „Стрега“ за поезия
Наградата за поезия „Стрега“ е учредена през 2023 г. и е предназначена за литературни произведения с поетичен характер. На 21 март биват обявени заглавията на 135-те книги, допуснати за участие в първото издание на конкурса. Изборът на кандидат-книги се обявява в края на април. Петимата финалисти са представени на 19 май на Панаира на книгата в Торино, а победителят се обявява на 5 октомври.
Присъжда се и награда „Стрега Поезия Джовани“ (за младежи), чиито гласоподаватели са учениците от гимназии, разпределени в Италия и чужбина.

### Лауреати
- 2023: Вивиан Ламарк: L’amore da vecchia[28]
  - Младежи – Вивиан Ламарк: L’amore da vecchia